# Jean-Marie Spanghero
Pour les articles homonymes, voir Spanghero.
Jean-Marie Spanghero est un joueur français de Rugby à XV, né à Payra-sur-l'Hers, dans l'Aude, le 23 décembre 1945, de 1,92 m pour 106 kg, évoluant au poste de seconde ligne, aux côtés de ses frères Laurent, puis Claude, du RC Narbonne, dont il porte les couleurs durant 14 années consécutives : 2 en juniors, en 1964 et 1965, ainsi que 12 en 1re division, de 1966 à 1977,.

## Biographie
Il est le troisième garçon de la fratrie Spanghero, Laurent étant l'aîné, Walter le deuxième, et Claude le quatrième.

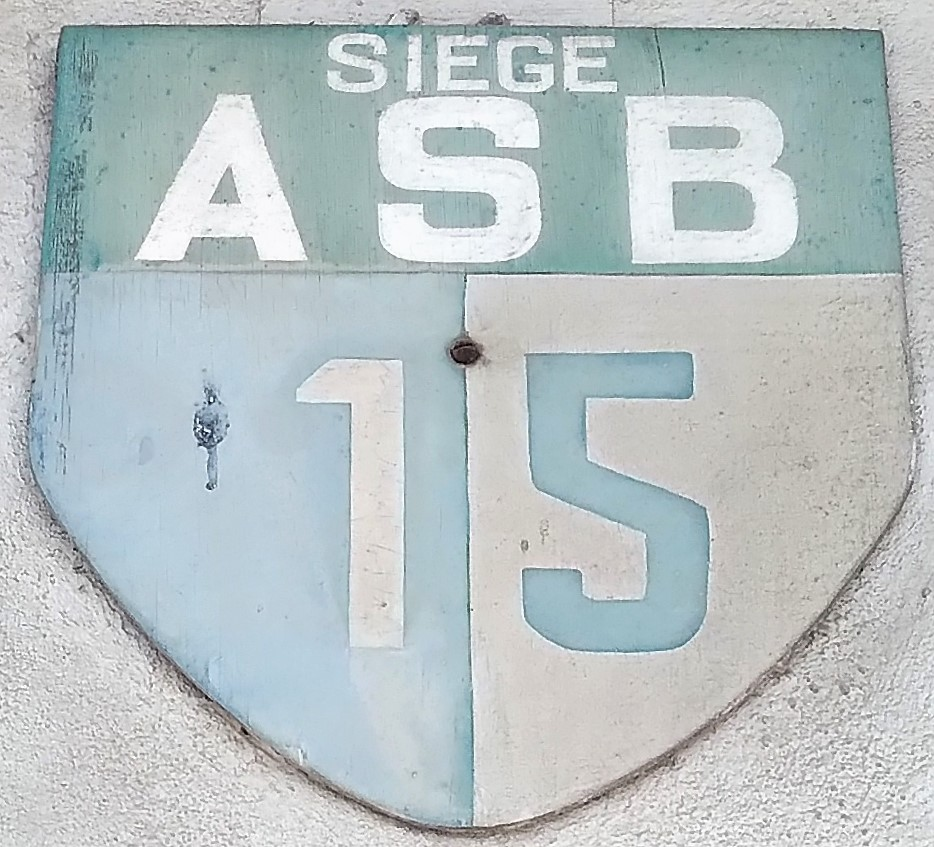
Blason de l'AS Bram XV dont Jean-Marie Spanghero fut le président.

Après avoir quitté Narbonne, il joua tout d'abord au Rugby olympique castelnaudarien (Aude), avant de devenir joueur, entraîneur, puis président de l'AS XV de Bram (Aude), dans les années 1980 et au début des années 1990, où il possède désormais une exploitation agricole, et où il s'occupe d'élevage de chevaux, parfois retenu lors de concours hippiques, sa fille s'adonnant à ce sport.
Par ailleurs, passionné de chasse, il est à ce jour président de l'association des chasseurs de Bram, et ce depuis les années 1980 ; mais il est aussi membre de la fédération départementale des chasseurs de l'Aude. Il fut candidat aux élections régionales de 1998 dans l'Aude sur la liste Chasse-Pêche-Nature et Traditions,,.

## Palmarès
- Vice-champion de France en 1974;
- Demi-finaliste du Championnat de France en 1968, 1972, 1975 et 1976;
- Challenge Yves du Manoir en 1968, 1973 et 1974;
- Finaliste du challenge du Manoir en 1967;
- Demi-finaliste du Challenge du Manoir en 1966, 1970, 1975 et 1976;
- Challenge Béguère, en 1966;
- Finaliste du Bouclier d'automne en 1971 et 1974;